# Лаперьер-сюр-Сон
Лаперье́р-сюр-Сон (фр. Laperrière-sur-Saône) — коммуна во Франции, находится в регионе Бургундия. Департамент коммуны — Кот-д’Ор. Входит в состав кантона Сен-Жан-де-Лон. Округ коммуны — Бон.
Код INSEE коммуны — 21342.

## Население
Население коммуны на 2010 год составляло 420 человек.
| 1962 | 1968 | 1975 | 1982 | 1990 | 1999 | 2010 |
| ---- | ---- | ---- | ---- | ---- | ---- | ---- |
| 303  | 267  | 239  | 273  | 325  | 301  | 420  |

## Экономика
В 2010 году среди 254 человек трудоспособного возраста (15—64 лет) 184 были экономически активными, 70 — неактивными (показатель активности — 72,4 %, в 1999 году было 64,5 %). Из 184 активных жителей работали 169 человек (99 мужчин и 70 женщин), безработных было 15 (8 мужчин и 7 женщин). Среди 70 неактивных 24 человека были учениками или студентами, 21 — пенсионерами, 25 были неактивными по другим причинам.